# هوارد ميشيل
هوارد ميشيل (بالإنجليزية: Howard Michell)‏ هو شخصية أعمال أسترالي، ولد في 3 أغسطس 1913، وتوفي في 26 يونيو 2012.